# 蒸氣山坳
蒸氣山坳（英語：Vapour Col），是很多火山噴氣孔的地方，位於南設得蘭群島的欺骗岛西部，處於斯通斯羅嶺以南，在1959年由英國南極名稱諮詢委員會命名，現時由南極條約體系管理。

## 另見
- 五月一日灣

62°59′S 60°44′W / 62.983°S 60.733°W
1. ↑  Vapour Col: Antarctica （页面存档备份，存于）. National Geospatial-Intelligence Agency, Bethesda, MD, USA. 2012. [2019-01-07].